# Demonstração das mutações do patrimônio líquido
As demonstrações das mutações do patrimônio líquido têm por finalidade apresentar as alterações que ocorreram em determinado exercício no patrimônio líquido da empresa, entre as principais alterações podemos destacar, a destinação dos resultados do período, integralização do capital e o aumento ou a diminuição das reservas da empresa. Sua elaboração é facultativa e, de acordo com o artigo 186, parágrafo 2º, da Lei das S/A, a Demonstrações de Lucros ou Prejuízos Acumulados (DLP) poderá ser incluída nesta demonstração. 
1. A demonstração das mutações do patrimônio líquido discriminará:
a) os saldos no início do período;
b) os ajustes de exercícios anteriores;
c) as reversões e transferências de reservas e lucros;
d) os aumentos de capital discriminando sua natureza;
e) a redução de capital;
f) as destinações do lucro líquido do período;
g) as reavaliações de ativos e sua realização, líquida do efeito dos impostos correspondentes;
h) o resultado líquido do período;
i) as compensações de prejuízos;
j) os lucros distribuídos;
l) os saldos no final do período.
2. As demonstrações contábeis são compostas de:
a) balanço patrimonial;
b) demonstração do resultado do exercício;
demonstrações de Mutações do patrimônio Líquido (DMPL) e de Lucros ou Prejuízos Acumulados (DLPA);
c) Demonstração das Origens e Aplicações de Recursos (DOAR);
d) Demonstração de fluxo de caixa (DFC);
e) Demonstração do Valor Adicionado (DVA);
f)Demonstrações Comparativas;
g) Consolidação das Demonstrações Contábeis;
h) Balanço Social.